# Буйабес

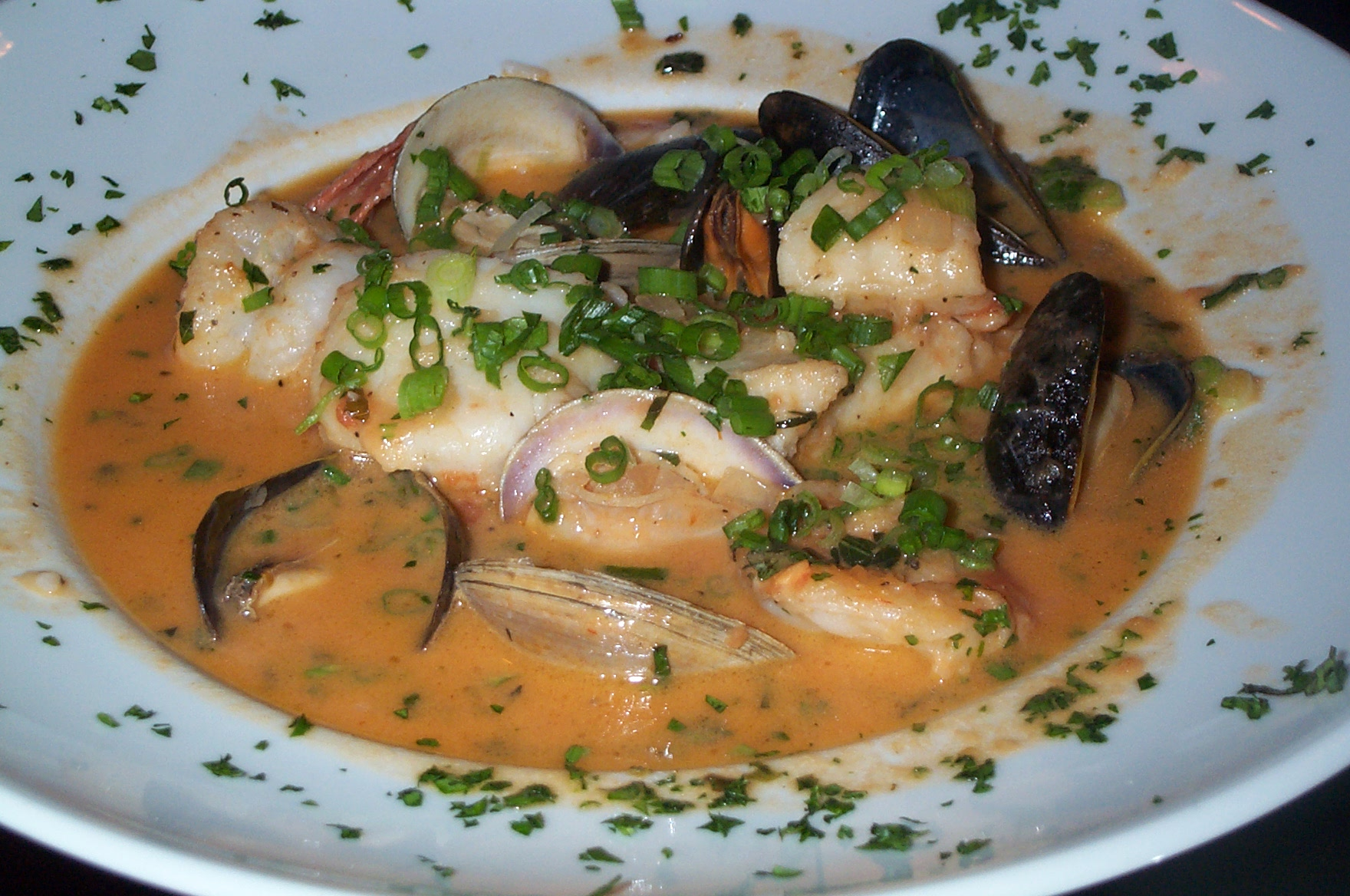
Буйабес по-бразильски

Буйабе́с, буйабе́сс, буйль-абе́сс, бульябе́с («марсельская уха»; фр. bouillabaisse, окс. Bolhabaissa) — блюдо французской кухни, многокомпонентный рыбный суп, характерный для средиземноморского побережья Франции. Является оригинальным провансальским рыбным супом, наиболее распространён в Марселе.
Первоначально это блюдо было распространено среди рыбаков и приготавливалось из остатков нераспроданной за день различной рыбы.
Однако впоследствии рецепт усложнился, появилось множество дорогостоящих разновидностей.
Также подобные блюда распространены как во французских региональных кухнях, так и в кулинарных традициях других стран.

## Этимология
Происхождение названия неясно и существуют различные мнения на этот счёт. По мнению некоторых, провансальское обозначение «bouiabaisso» («bolhabaissa») буквально можно перевести как: «вари и кончай!», или усматривают в корне «baisse» слово остатки. По другой версии, обозначение восходит к фамилии капитана Бэсса (Bayss), который якобы его придумал. Ещё по одной версии, название возникло в связи с особенностями технологии приготовления — первоначально суп доводят до кипения (по-французски: bouillir), а в конце уменьшают огонь (abaisser). Большинство исследователей сходятся на том, что ранее на юге Франции рыболовы таким обобщающим словом называли всякую рыбную похлёбку «bouillepeis», что в конечном итоге получило закрепление в форме «bouillabaisse».

## История
Исторически буйабес являлся традиционным блюдом марсельских рыбаков и готовился из рыбы, оставшейся вечером после продажи, поэтому это был дешёвый суп бедных слоёв общества. Однако благодаря его известности, а также развитию туризма на средиземноморском побережье Франции, ресторанная кухня Марселя создала несколько весьма дорогостоящих его разновидностей с использованием омаров и других дорогих морепродуктов. Супы, приготовленные таким образом, могут стоить до 150—200 евро за тарелку в некоторых прованских ресторанах.
Существует старинная французская легенда, согласно которой древнегреческая богиня Афродита ежедневно кормила буйабесом своего мужа Гефеста.

## Приготовление
От большинства иных рыбных супов, в основном приготавливаемых путём варки, буайбес отличается предварительным обжариванием и тушением овощей.
Представляет собой бульон, сваренный из нескольких видов морской рыбы (около десятка наименований, в том числе морской скорпион, солнечник, морской петух) из расчёта более килограмма живого веса на одну порцию готового продукта, иногда с добавлением морепродуктов, приправленный овощами (помидоры, лук, чеснок, фенхель и т. д.), апельсиновой или лимонной цедрой, шафраном, пряностями и другими компонентами.
Александр Куприн в «Рассказе о рыбке „раскасс“» отмечал, что чем пышнее и торжественней рыбный суп, тем больше в нём компонентов и тем «огненнее воздействие на рот, горло, пищепровод и желудок».
Писатель приводит ингредиенты марсельского рецепта, в который могут входить также такие составляющие:
лангусты, омары, устрицы, мули (мидии по-одесски), крабы, речные раки, морские ежи, морские звёзды, морские коньки, конечности и глаза осьминогого спрута, моллюски, называемые кловисс, виолет и иначе, томаты, лимонные корки, кайенский свирепейший перец, всевозможные пряные травы и прочие возбудительные приправы, очень много шафрана, лука и наконец пропасть крепкого провансальского чеснока, добрым ароматом которого пропитаны все старинные узенькие улицы древних южных городов.
Также Куприн указывал, что важнейшим компонентом марсельского супа является очень костистая рыба раскасс из семейства скорпеновые. Навар, приготовленный с использованием этой рыбы, привносит в буйабес «настоящий марсельский тон, вкус и шик».
Эта рыба входит в список обязательных компонентов, установленных специальной «Хартией буйабеса» (фр. Une charte pour la bouillabaisse), которая была утверждена французскими рестораторами в 1980 году с целью унифицировать рецепт супа.
Согласно этому документу, в марсельский суп также в обязательном порядке должны входить: средиземноморский морской дракон (лат. Trachinus araneus) из семейства драконовые, морской угорь, крылатка-зебра и белый раскасс.
Кроме того, распространены многочисленные региональные варианты этого блюда на основе местных даров моря, таких как люциан, треска, осьминог и креветки.

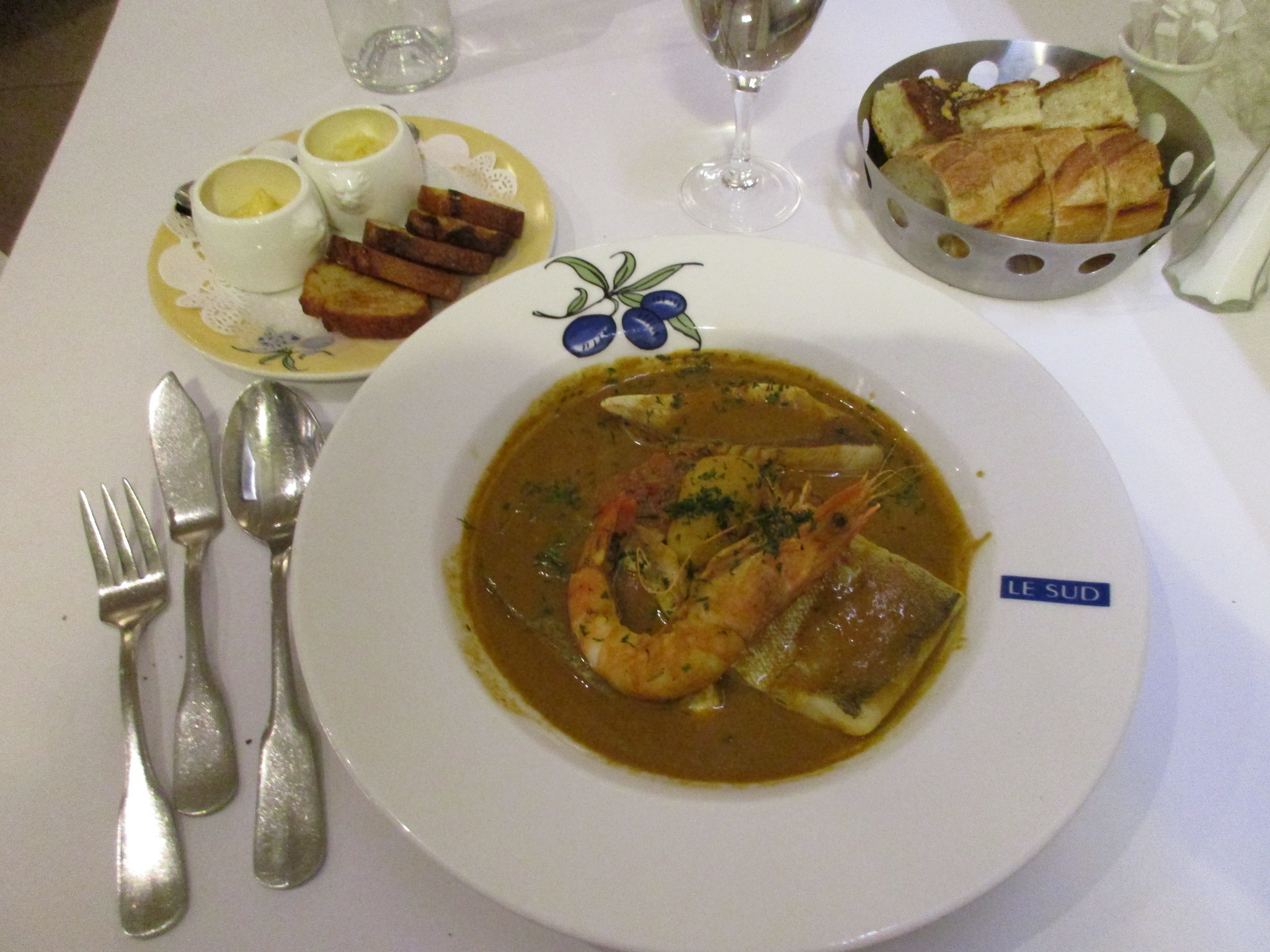
Буйабес от Поля Бокюза

Буйабес подаётся горячим, с поджаренными багетами и чесночным соусом «руй» (фр. rouille). Обычно подаче буйабеса на стол предшествует салат из зелени, а собственно блюдо выносят на двух тарелках.
В более глубокую тарелку наливают бульон, а во вторую помещают кусочки картофеля, рыбу, другие морепродукты и поливают их бульоном. Тарелки с блюдом дополняют соусником, например, с горчицей, пармезаном, сухариками.
Соусы намазывают на хлеб, помещают в суп, где он пропитывается бульоном, после чего едят ложкой.
Во многих кулинарных заведениях подают в качестве первого блюда бульон с хлебом и соусами, оставляя рыбу и другие дары моря на второе.
В региональных разновидностях в буйабес добавляют кальвадос, орех (Нормандия), подкисляют уксусом (Бретань), в качестве специй используют букет гарни, в тулонский буйабес добавляют картофель.

## В культуре
— Ел я их пресловутую буйль-абесс, — говорит таинственно Павел Матвеич, — это у них вместо нашей ухи.
Уильям Мейкпис Теккерей посвятил марсельской ухе, приготовляемой в парижском трактире, «Балладу о буйабесе» (1849), в которой воспевает земные радости, молодость и дружбу. Александр Дюма (отец) в своём «Большом кулинарном словаре» (фр. Grand Dictionnaire de cuisine; опубликован посмертно в 1873 году) приводит рецепт буйабеса, который он узнал от владельца марсельского ресторанчика мсье Рубиона, а также упоминает суп в своих книгах, например, в романе «Граф Монте-Кристо». Во времена Теккерея и Дюма марсельский суп ещё не приобрёл характера изысканного деликатеса, и в рецепт Дюма входит всего несколько видов рыб: мерланг, морской петух, морской ёрш или тюрбо. Красочное описание приготовления блюда на огне содержится в рассказе из провансальской жизни «Наис Микулен» из второго сборника новелл Эмиля Золя «Новые сказки Нинон» (1874). Проживавшие в детские годы на юге Франции Золя и Альфонс Доде, были большими поклонниками этого блюда прованской кухни, неоднократно упоминали его в своих произведениях, а также проживая в Париже угощали своих друзей-литераторов по «обществу пятерых», в частности Гюстава Флобера, Эдмона де Гонкура и Ивана Тургенева, о чём последний указывал в переписке, а Гонкур в «Дневнике». 

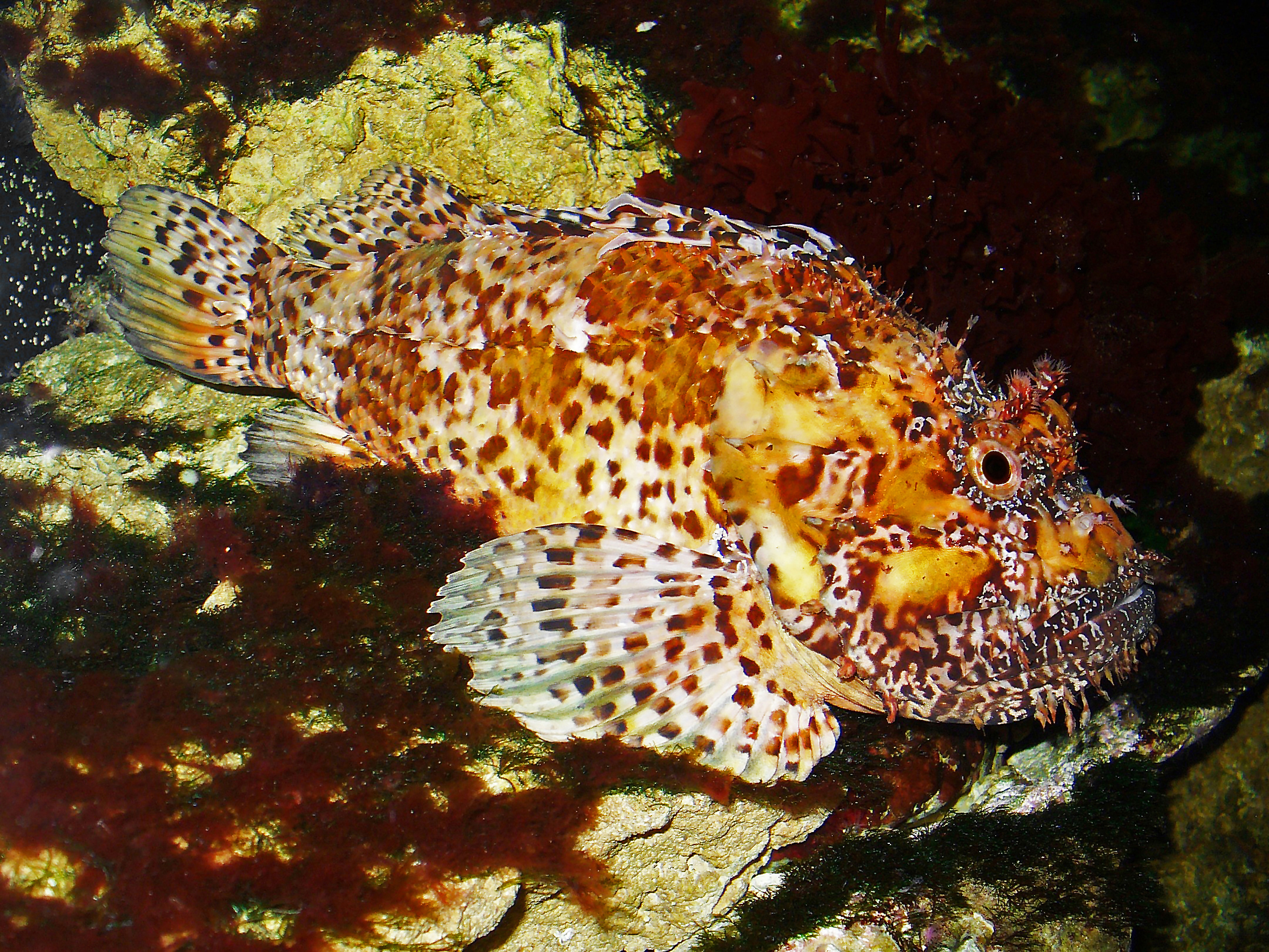
Золотистая скорпена

В 1905 году Александр Куприн, находясь в Николаеве, вознамерился приготовить с друзьями буйабес, который он называет «солянкой». Под их присмотром повар из местного трактира приготовил это средиземноморское блюдо, в которое входили спаржа, сельдерей, арагонские маслины, копчёный катран, морской угорь, а вместо раскасса использовали бычков. Блюдо было алкогольным, и вместо перно применили мадеру, а ямайский ром поменял на водку. Трактирщик попробовал эту «солянку», и попросил разрешения разместить её в меню. По поводу этой истории Куприн писал Ивану Бунину: «Не знаю, дорогой Иван Алексеевич, как будет в литературе, но имя моё наверняка останется в скрижалях кулинарии под гордой строкой „солянка a la Cuprine“». Позже, уже проживая во Франции и под впечатлением от быта провансальских рыбаков, в 1931 году Куприн написал «Рассказ о рыбке „расскас“», где обстоятельно рассказал о приготовлении блюда и о том, какие ингредиенты необходимы для приготовления настоящей марсельской ухи, а также о своей рыбалке на важнейший компонент супа — рыбу раскасс. Рассказ завершается характеристикой приготовленного жгучего кушанья: « А уха из чёртова „раскасса“ оказалась всё-таки превосходной, жирной, вкусной и крепкой». В романе Рекса Стаута «Слишком много поваров» частный детектив и гурман Ниро Вульф говорит, что в молодости ему случалось есть буйабес в Марселе — его «колыбели и храме». Однако он решительно отдаёт предпочтение новоорлеанской разновидности супа из каджунской кухни: «О каком буйабесе может идти речь, если в нём даже нет красного луциана..?»
Блюдо фигурирует в пятом выпуске комиксов «Пробег по Галлии» (фр. Le Tour de Gaule d'Astérix; 1965) писателя Рене Госинни и художника Альбера Удерзо. Во время своего гастрономического путешествия по регионам Галлии, Астерикс и Обеликс получают в Массилии (древний Марсель) буйабес из таверны старого порта, который они собирают наряду с другими галльскими деликатесами, собранными по всей стране, на банкет в своей деревне.
В честь блюда назван астероид 8523 Буйябес (8523 Bouillabaisse) открытый 8 сентября 1922 года бельгийским астрономом Эриком Вальтером Эльстом.

## Аналогичные и подобные блюда
- Буррида (Bourride) — Южная Франция;
- Чоппино (Cioppino) — США;
- Рыбное рагу (Suquet de peix) — Каталония;
- Рыбный суп (Ttoro) — Баскония;
- Азимуну (Aziminu) — Корсика;
- Каччукко (cacciucco) — Тоскана;
- Котриада (Cotriade) — Бретань;
- Пошуз (Pôchouse) — Бургундия, Франш-Конте;
- Рыбный суп по-домашнему (Soupe de poissons à la sétoise) — Лангедок — Руссильон;
- Сарсуэла из рыбы (sarsuela de peix) — Каталония;
- Алйотта (Aljotta) — Мальта;
- Калдейрада (Caldeirada) — Португалия, Испания.